# Yoshiaki Arata
Yoshiaki Arata (22 de mayo de 1924-5 de junio de 2018) fue un físico japonés.
En 1949, se graduó en la Universidad de Osaka en ingeniería siderúrgica, en 1953; fue profesor en la universidad de Osaka. En 1957 consigue el doctorado por la tesis "carbono de carburo de hierro".
Arata comenzó a investigar y publicar en el ámbito de la fusión fría alrededor de 1998, junto con su colega Yue Zhang Chang. En el año 2006 recibió en el palacio imperial de Tokio la Orden de la Cultura, el galardón científico más importante de Japón.

## Investigación sobre la fusión fría
En 2008 Arata junto a Yue Chang Zhang de la Universidad de Jiotong en Shanghái, presentó una demostración en la que realizaba la fusión fría, con bajo coste y a baja temperatura, Arata y Zhang han utilizado dióxido de zirconio con nanopartículas de paladio (ZrO2-Pd), en el interior de un recipiente de acero. A continuación han llenado el compartimento con deuterio (hidrógeno cuyo núcleo tiene un protón y un neutrón) de gran pureza y a una presión de unas 100 atmósferas. La temperatura ha ido aumentando según se ha ido introduciendo el deuterio en el recipiente hasta alcanzar unos 70 °C, según Arata, en esta primera fase el aumento de temperatura se debe en parte a procesos no nucleares y en parte a la fusión nuclear del deuterio para formar helio.
En una segunda fase se dejó de inyectar deuterio de forma masiva en la botella: la temperatura fue descendiendo, pero no hasta alcanzar la temperatura ambiente, sino que durante las 50 horas que duró la prueba se mantuvo una diferencia de temperatura con el exterior que no bajó de medio grado Celsius. Según Arata, durante esta segunda fase el exceso de temperatura se debe a la fusión de deuterio en helio.

## Algunas publicaciones
- Y. Arata, Y. C. Zhang. "Achievement of intense 'cold' fusion reaction," Proceedings of the Japanese Academy, series B, 1990. 66:l